# Нюрші
Нюрші́ (рос. Нюрши, чув. Нĕрĕш Катĕк) — присілок у складі Цівільського району Чувашії, Росія. Входить до складу Чирічкасинського сільського поселення.
Населення — 280 осіб (2010; 290 у 2002).
Національний склад:
- чуваші — 97 %